# Oskomik czerwonogardły
Oskomik czerwonogardły (Sphyrapicus varius) – gatunek małego, wędrownego ptaka z rodziny dzięciołowatych (Picidae), zamieszkujący Amerykę Północną. Nie jest zagrożony.

## Taksonomia
Blisko spokrewniony z oskomikiem pstrogłowym (S. nuchalis) i czerwonogłowym (S. ruber), które dawniej czasami uznawano za jego podgatunki. Obecnie nie wyróżnia się podgatunków. Ptaki z południowych Appalachów wydzielano czasem do podgatunku appalachiensis w oparciu o nieco ciemniejsze upierzenie i minimalnie mniejszy rozmiar, ale takson ten nie jest obecnie uznawany.

## Morfologia
WyglądWierzch ciała z czarnymi i białymi pręgami, kuper biały. Na skrzydłach charakterystyczne białe plamy. Górna część piersi i brzuch są żółtawe, czapka czerwona. Samiec ma czerwone gardło, a samica białe. U ptaków z Gór Skalistych potylica czerwona. Młode mają biały kuper i plamy na skrzydłach.
Rozmiary
- długość ciała około 19–21 cm
- masa ciała 35–62 g, średnio 50,3 g[2]

Podobne gatunkiMłode oskomika ciemnogłowego i oskomika czerwonogłowego.

## Zasięg występowania
W sezonie lęgowym występuje od wschodniej Alaski i północno-zachodniej Kanady po południowo-wschodnią Kanadę i północno-wschodnie USA. Zimuje od środkowych i wschodnich USA (od południowego Kansas, południowego Ohio i Connecticut) na południe przez Amerykę Środkową aż po Panamę.

## Ekologia
BiotopW sezonie lęgowym zamieszkuje głównie lasy osikowe. Na zimowiskach występuje w większej różnorodności środowisk leśnych – w lasach liściastych i mieszanych (hikorowych lub sosnowych i dębowych), nigdy w czysto iglastych.
PożywienieNakłuwa korę drzew, potem spija wyciekający sok i chwyta zwabione owady.
RozródGnieździ się w dziupli. Drzewo do lęgu najczęściej wybiera samiec i to on też zajmuje się większością procesu wykuwania dziupli. W dziupli brak jest wyściółki, na jej dnie znajdują się jedynie wióry powstałe w trakcie kucia. Ta sama dziupla może być użyta w kolejnych sezonach rozrodczych. Samica składa 4–6 białych jaj. Inkubacja trwa 10–13 dni. Młode są w pełni opierzone po 25–30 dniach od wyklucia.

## Status
IUCN uznaje oskomika czerwonogardłego za gatunek najmniejszej troski (LC, Least Concern) nieprzerwanie od 1988 roku. W 2017 roku organizacja Partners in Flight szacowała liczebność światowej populacji lęgowej na około 10 milionów osobników. BirdLife International uznaje trend liczebności populacji za spadkowy ze względu na zniknięcie tego gatunku z części jego dawnego zasięgu, jednak według szacunków North American Breeding Bird Survey liczebność w latach 1966–2014 nieznacznie wzrosła.